# خمزات چیمایف
خمزات چیمایف (روسی: Хамзат Хизарович Чимаев؛ زادهٔ ۱ مه ۱۹۹۴) یا حمزه چیمایف، کشتی‌گیر، ورزشکار هنرهای رزمی ترکیبی و بوکسور اهل چچن و ساکن امارات متحده عربی است. وی هم‌اکنون در دسته میان‌وزن سازمان یواف‌سی مبارزه می‌کند و قهرمان این دسته وزنی یواف‌سی است.
چیمایف یک رزمی‌کار حرفه‌ای ترکیبی و کشتی‌گیر آزادکار روسی-اماراتی است. در کشتی آزاد، چیمایف سه بار قهرمان ملی سوئد شده است.